# Јозеф Плахи
Јозеф Плахи (чеш. Jozef Plachý; Кошице, 28. фебруар 1949) бивши је чехословачкии атлетски репрезентативац, словачког порекла, четвороструки учесник Летњих олимпијских игара. Такмичио се у трчању на средње стазе 800 и 1.500 м). Био је члан Славија из Кошиица и Дукле из Прага.

## Спортска биографија
Као репрезентативац Чехословачке у трци на 800 метара на Летњим олимпијским играма 1986. у Мексико Ситију завршио је на петом месту. Следеће године, у истој дисциплини осваја сребрну медаљу на Европском првенству у Атини победивши Дитера Фрома из Источне Немачке.
Почетком сезоне 1972. на Европско првенство у атлетици у дворани у Греноблу, Јозеф Плахи освојио је титулу европског првака на 800 м победивши Ивана Иванова (СССР и Франсиса Гонзалеса (Француска) резултатом 1:48,84 што је био и национални рекорд Чехословачке. Нa овом такмичењу освојио је две бронзане медаље, 1973. у Ротердаму  и 1974, у Гетеборгу .
Победник је Летње универзијаде 1977 године,
Учествовао је још три пута на Летњим олимпијски играма: 1972. у Минхену, 1976. у Монтреалу и 1980. у Москви. У Минхену и Монтреалу испао је у квалификацијама. док је Москви је променио дисциплину. Трчао је на 1.500 м и заузео шесто место  што је и био крај његове активне атлетске каријере.
Плахи је освојио једанаест титула националног првака на отвореном : девет на 800 м 1968, 1969, 1971, 1972, 1973, 1974, 1975, 1976 и 1977, и два на 1.500 м 1978. и 1980. године.

## Личнии рекорди
| Сисциолина |              | Резултат | Место      | Датум             |
| ---------- | ------------ | -------- | ---------- | ----------------- |
| 800 м      | На отвореном | 1:45.4   | Штутгарт   | 31. јул 1969.     |
| 800 м      | у дворани    | 1:48,84  | Гренобл    | 12. март 1973.    |
| 1.500 м    | На отвореном | 3:37,04  | Братислава | 10. јун 197.      |
| 1.500 м    | у дворани    | 3:47,1   | Беч        | 24. фебруар 1979. |
| Миља       | На отвореном | 3:52,59  | Стокхолм   | 3. јул 1978.      |